# لورينا فيرا
لورينا فيرا (بالإسبانية: Lorena Vera)‏ هي مغنية مكسيكية، ولدت في 1972.

## وصلات خارجية
- الموقع الرسمي